# Ивовый лес

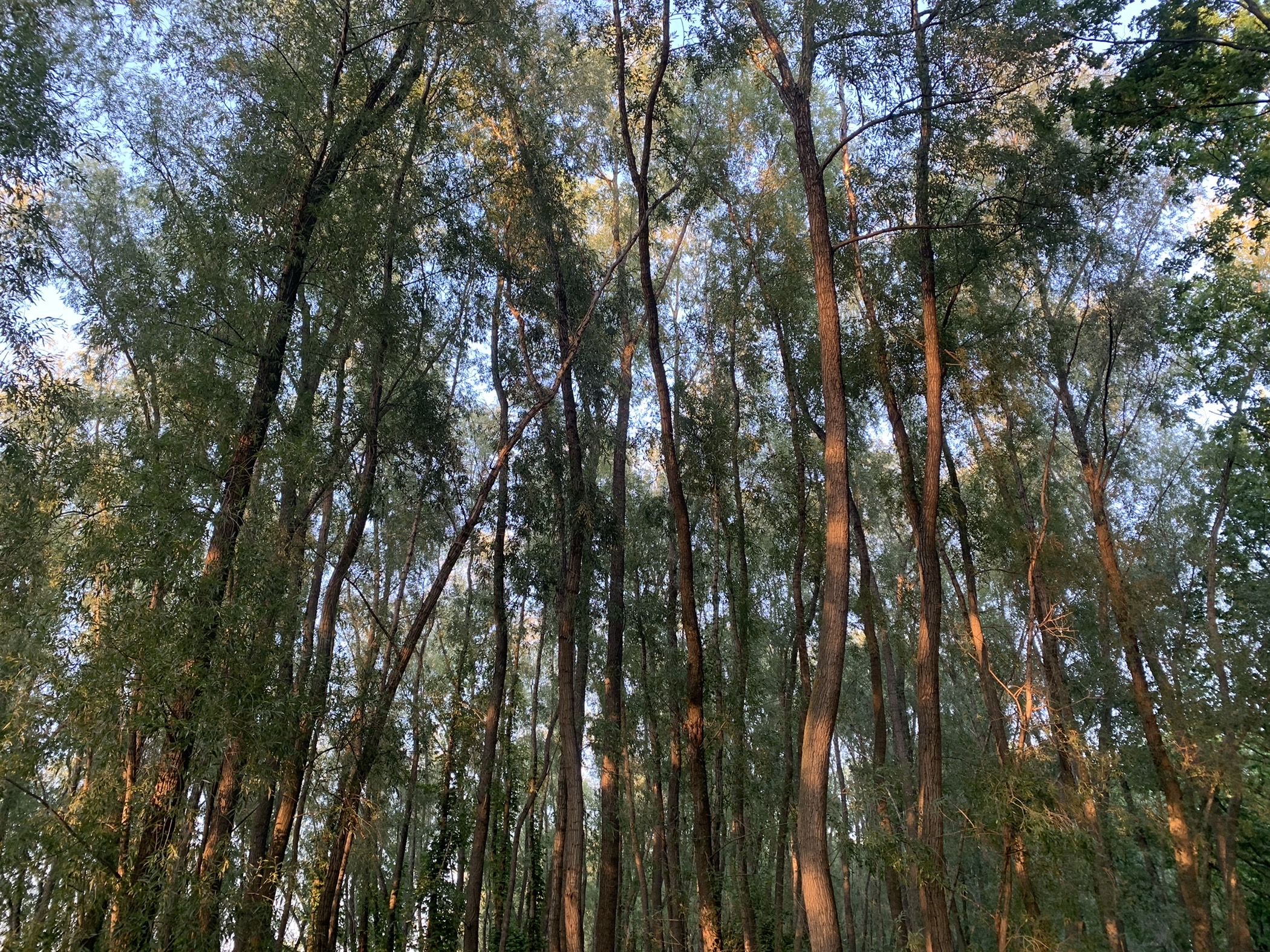
Ивовый лес в Энгельсе (Саратовская область)

Ивовый лес (вариант — ивня́к) — равнинный лес с превалированием ивовых деревьев, являющихся главной лесообразующей породой.
В зависимости от вида распространены от Европы до Северной Америки. Например, ива белая образует насаждения в Европе, Малой и Средней Азии, а также в Западной и Северной Африке. Ива трёхтычинковая — в Евразии и Северной Америке. А ива козья — в Восточной Азии.
Главным образом предпочитают места интенсивного отложения песчаного аллювия, прирусловую часть поймы и болот.
Формируемые из ив лесные массивы служат кровом для многих видов животных, а именно: кабанов, лосей, оленей, зайцев, волков, камышовых котов (занесённых в Красную книгу России) и других.